# Sataspes xylocoparis
Sataspes xylocoparis är en fjärilsart som beskrevs av Butler 1875. Sataspes xylocoparis ingår i släktet Sataspes och familjen svärmare. Inga underarter finns listade.